# Daniel Bedingfield
Daniel John Bedingfield (Auckland, 3 dicembre 1979) è un cantautore britannico, nato in Nuova Zelanda.

## Biografia
È fratello delle cantanti Natasha Bedingfield e Nikola Rachelle.
Nel novembre 2001 pubblica il suo primo singolo discografico Gotta Get Thru This, di stampo UK garage. Il brano ottiene un grande successo e viene inserito nell'album d'esordio dell'artista, che prende lo stesso nome della canzone e che viene certificato cinque volte disco di platino dalla BPI. Altri brani estratti come singoli e che hanno scalato le classifiche britanniche sono James Dean (I Wanna Know), If You're Not the One, I Can't Read You e Never Gonna Leave Your Side. Il disco è uscito nell'agosto 2002 per la Polydor Records.
Nell'ambito dei BRIT Awards 2004, l'artista viene premiato nella categoria "Best British Male Artist".
Nel novembre 2004 pubblica il suo secondo album Second First Impression. L'album raggiunge l'ottavo posto della Official Albums Chart (il precedente era arrivato alla posizione #2) e contiene due hit, ossia Nothing Hurst Like Love e Wrap My Words Around You.
Nell'aprile 2007, dopo alcuni anni di inattività, comunica la realizzazione di nuovo materiale. Collabora nel frattempo con David Archuleta, Pixie Lott, Tessanne Chin e Busy Signal. Nel 2010 trascorre alcuni mesi in Israele, dove lavora col gruppo folk The Raw Men Empire.
Nel febbraio 2012 pubblica un nuovo singolo (Rocks Off), inserito poi in un EP pubblicato in maniera indipendente.
Nel 2013 è giudice di The X Factor New Zealand.

## Discografia
Album in studio
- 2002 - Gotta Get Thru This
- 2004 - Second First Impression

EP
- 2012 - Stop the Traffik - Secret Fear

Singoli
- 2001 - Gotta Get thru This
- 2002 - James Dean (I Wanna Know)
- 2002 - If You're Not the One
- 2003 - I Can't Read You
- 2003 - Never Gonna Leave Your Side
- 2003 - Friday
- 2004 - Nothing Hurts Like Love
- 2005 - Wrap My Words Around You
- 2005 - The Way
- 2012 - Rocks Off
- 2013 - Don't Write Me Off